# 무성 구개수 파열음
무성 구개수 파열음(無聲口蓋垂破裂音)은 자음의 하나로 목젖에서 조음하는 무성 파열음이다.

## 특징
- 조음 방법은 조음기관 내의 공기의 흐름을 차단하여 만드는 파열음이다.

## 예시
- 아랍어: ق에서 이 소리가 난다.
- 체첸어: 키릴 문자 표기의 кх, 라틴 문자 표기의 q에서 이 소리가 난다.
- 오스트레일리아 영어:  /ʊ oː ɔ oɪ ʊə/ 앞의 k에서 전(前)구개수음으로 난다.
- 다문화 런던 영어: k 뒤에 후설 고모음이 오지 않을 때 변이음으로 난다.
- 우즈베크어: q에서 전(前)구개수음으로 난다. 가끔 파찰음으로도 난다.
- 투르크멘어: 후설모음 옆에 오는 k에서 변이음으로 난다.
- 소말리어, 키체어, 소닝케어, 그린란드어: q에서 이 소리가 난다.
- 이누크티투트어: ᙯ, ᕿ,ᖀ, ᖁ, ᖂ, ᖃ, ᖄ의 첫소리와 ᖅ에서 이 소리가 난다.
- 위구르어: 아랍 문자 표기의 ق, 라틴 문자 표기의 q에서 이 소리가 난다.
- 월로프어: q에서 장음으로 난다.